# Cornuscoparia schlaginhaufeni
Cornuscoparia schlaginhaufeni là một loài bọ cánh cứng trong họ Cerambycidae.